# Craniophora luteipennis
Craniophora luteipennis là một loài bướm đêm trong họ Noctuidae.